# ラムビン県
ラムビン県（ラムビンけん、ベトナム語：Huyện Lâm Bình / 縣林平?）は、ベトナム社会主義共和国トゥエンクアン省の県である。面積は781.52km²、人口は29,459人（2011年）である。